# プレインジャパニーズ
プレインジャパニーズ（英語: plain Japanese）とは、プレインランゲージ の考えに基づいた日本語。読み手が必要な情報を簡単に見つけ、その情報を容易に理解し使えるようにするために、的確に言葉を選び、文章の構成やデザインを行っているコミュニケーション様式の総称である。主に官公庁、企業の情報発信に使用される。
プレインジャパニーズは、「速く」「スムーズに理解でき」「次のアクションへつなぐ」というニーズに応え、「誰が読んでも同じ解釈になる」ことを目的とする。

この文章をプレインジャパニーズに書き直した例を示す。
プレインジャパニーズは、プレインランゲージという考え方に基づいた日本語です。
読み手が 必要な情報を簡単に見つけ、すぐに理解し使える ように、言葉を的確に選び、文章の構成やデザインを工夫したものです。
主に 官公庁や企業 が情報を発信する時に使われます。

プレインジャパニーズは、「速く」「スムーズに理解でき」「次の行動につながる」 ことを目指し、「誰が読んでも同じ意味になる」 ように書かれます。

## プレインジャパニーズの定義
- 読者の必要な情報が論理的にわかりやすく整理されている
- 一読して理解できる
- 一般的に使用する平易な言葉で表現されている
- 読んでみようと思わせるレイアウトになっている

いずれも書き手中心ではなく、読者の側に立って表現することを重視している。

## プレインジャパニーズを使うメリット
- あなたが所属する組織に対し、相手の理解が深まる
- あなたが発信する情報に基づき、相手が的確な判断が下せる。
- 相手とのコミュニケーションが良好になり、信頼関係が高まる。
- Webサイトや電子媒体、印刷物、動画などの発信力が高まる。

## プレインジャパニーズの10のポイント
Japan Plain English & Language Consortium (以下JPELC)が、米国政府およびSECが公開しているプレインイングリッシュのポイントを基に、日本語の特性と日本語から外国語への翻訳を容易にするための留意点を加えたプレインジャパニーズ・ガイドラインを編纂し公開している。
【プレインジャパニーズの10のポイント】
- 目的と対象読者を明確にする（5W1H）
- 結論を文書の先頭に置く
- 文は短くする（約50文字まで）
- 平易な言葉や表現を使う
- 回りくどい表現を避ける
- 能動態を使う
- 肯定形を使う
- 主語、動詞、目的語を明示し、それらの関係を明確にする（場合により言葉を補う）
- 慣用句、カタカナ語、擬音擬態語を避ける
- 読む気になる紙面構成（段落分け、見出し、箇条書き）

## 「やさしい日本語」との違い
プレインジャパニーズは「やさしい日本語」とは異なり、読みがなを振ったり、情報を絞ったりすることはしないとする考え方がある。日本語を母国語とする人でも違和感なく使用できるコミュニケーション法である。英語やドイツ語がEasy EnglishとPlain English、Easy GermanとPlain Germanというように、その用途と対象が使い分けられているように、日本でも「やさしい日本語」と「プレインジャパニーズ」を使い分けることで混乱が避けられるとされる。
一方で、実際には「やさしい日本語」の英語表記はまだ定まっておらず、「やさしい日本語」=「プレインジャパニーズ」とする考え方もある。例えば内閣府は読みがなを振った文章を「プレインジャパニーズ」として公表している。